# Чемпіонат Польщі з хокею 1985—1986
Чемпіонат Польщі з хокею 1986 — 51-ий чемпіонат Польщі з хокею, чемпіоном став клуб Полонія Битом.

## Фінальний раунд
| М  | Команда               | І  | Ш       | О  |
| -- | --------------------- | -- | ------- | -- |
| 1. | Полонія Битом         | 28 | 154:62  | 46 |
| 2. | Подгале (Новий Тарг)  | 28 | 143:74  | 42 |
| 3. | Заглембє Сосновець    | 28 | 182:100 | 41 |
| 4. | Напшуд Янув           | 28 | 125:109 | 33 |
| 5. | Сточньовець (Гданськ) | 28 | 107:160 | 20 |
| 6. | ГКС Катовіце          | 28 | 104:151 | 19 |

Скорочення: М = підсумкове місце, І = ігри, В = перемоги, Н = нічиї, П = поразки, Ш = закинуті та пропущені шайби, О = набрані очки

## Кваліфікаційний раунд
| М   | Команда         | І  | Ш       | О  |
| --- | --------------- | -- | ------- | -- |
| 7.  | ЛКС (Лодзь)     | 30 | 136:137 | 29 |
| 8.  | ГКС Тихи        | 30 | 119:129 | 26 |
| 9.  | Краковія Краків | 30 | 124:151 | 22 |
| 10. | КТХ Криниця     | 30 | 90:211  | 10 |

Скорочення: М = підсумкове місце, І = ігри, В = перемоги, Н = нічиї, П = поразки, Ш = закинуті та пропущені шайби, О = набрані очки

## Плей-оф

### Чвертьфінали
- Полонія Битом — ГКС Тихи 2:0 (10:1, 6:1)
- Напшуд Янув — Сточньовець (Гданськ) 2:0 (8:2, 5:3)
- Заглембє Сосновець — ГКС Катовіце 2:0 (4:3, 5:2)
- Подгале (Новий Тарг) — ЛКС (Лодзь) 2:1 (6:4, 1:4, 5:0)

### Півфінали
- Полонія Битом — Напшуд Янув 2:0 (3:1, 6:2)
- Подгале (Новий Тарг) — Заглембє Сосновець 2:1 (5:3, 2:3, 4:2)

### Фінал
- Полонія Битом — Подгале (Новий Тарг) 2:1 (1:0, 3:4, 4:2)

## Кваліфікація
В кваліфікації Краковія Краків перемогла КТХ Криницю.

## Найкращий гравець
Найкращим гравцем був визнаний Єжи Хріст (Полонія Битом).

## Найкращий бомбардир
Анджей Забава з Заглембє Сосновець 82 очка (52+30).

## ІІ Ліга
Переможець ліги Полонія (Бидгощ).